# Бикрам-йога
Бикрам-йога или «горячая йога»[неизвестный термин] — эффективная практика выполнения упражнений в теплом помещении. Занятия проходят при температуре 40С и высокой влажности.
Основатель — индиец Бикрам Чоудхури (Bikram Choudhury), который в 1957 стал национальным чемпионом Индии по йоге в возрасте всего 13 лет. В 17 лет Бикрам получил травму колена и позже полностью его восстановил при помощи практики в горячем зале. Комплекс асан Бикрам-йоги — это неизменная последовательность из 26 поз и 2 дыхательных упражнений. Эта последовательность была разработана Бикрамом Чоудхури совместно с его учителем Бишну Гошем. Метод имеет огромное количество последователей во всем мире.
Заявленные полезные эффекты Бикрам-йоги (не были подтверждены исследованиями): похудение, улучшение подвижности суставов, улучшение эмоционального состояния, нормализация гормонального баланса, повышение силы, гибкости и выносливости организма. Практика доступна для любого возраста и уровня подготовки.
В качестве противопоказаний для занятий можно назвать сердечно-сосудистые заболевания, беременность и период обострения любых хронических заболеваний.
В Россию этот вид йоги привезла Ольга Шурыгина, открыв в 2009 г первую студию Бикрам-йоги.